# Jacqueline Durran
Jacqueline Durran es una diseñadora de vestuario británica galardonada con numerosos premios por su trabajo en el cine, especialmente de época, entre ellos dos premios Oscar por Anna Karenina y Mujercitas y cuatro premios BAFTA, tres de ellos por las películas Vera Drake, Anna Karenina y Mujercitas, y uno por el filme de televisión Lovers Rock.

## Biografía
Durran nació en Londres. Estudió la carrera de Filosofía en la Universidad de Sussex, obteniendo la licenciatura con honores en 1988. En 1996 completó su formación cursando un Máster de Historia del diseño en la Royal College Of Art.
Tras trabajar en una empresa de alquiler de vestuario, consiguió un contrato con Lindy Heming, la también galardonada con un Óscar por el vestuario de la película Topsy-T.urvy en 1999.
Durran acumula más 30 premios y casi 70 nominaciones a los galardones más prestigiosos en diseño de vestuario. Su primer gran reconocimiento fue el BAFTA obtenido en 2004 por sus creaciones en la película El secreto de Vera Drake.   
Tras recibir en 2005 una considerable atención por su trabajo en el filme Orgullo y prejuicio, por el que fue galardonada con un Premio Satellite y nominada para el Oscar y el BAFTA, han ido sucediéndose los premios. En 2012 consiguió su primer Oscar por el diseño de vestuario en Anna Karenina y en 2020 por Mujercitas, siendo nominada en ocho ocasiones en esta categoría. También cuenta con cuatro premios BAFTA por su labor en las películas Vera Drake (2004), Anna Karenina (2012) y Mujercitas (2020) y el filme de televisión Lovers Rock, de un total de nueve nominaciones.  
Durran ha colaborado frecuentemente con los directores Mike Leigh y Joe Wright, habiendo diseñado el vestuario de seis películas del primero y siete de Wright.  

## Créditos de películas seleccionadas
| Año  | Título                      | Director        | notas                            |
| ---- | --------------------------- | --------------- | -------------------------------- |
| 2001 | Perro                       | Andrea Arnold   | Cortometraje                     |
| 2002 | Todo o nada                 | Mike Leigh      |                                  |
| 2003 | Adán joven                  | David Mackenzie |                                  |
| 2004 | Sí                          | Sally Potter    |                                  |
| 2004 | Vera Draco                  | Mike Leigh      |                                  |
| 2005 | orgullo y prejuicio         | Joe Wright      |                                  |
| 2007 | Expiación                   | Joe Wright      |                                  |
| 2008 | Happy-Go-Lucky              | Mike Leigh      |                                  |
| 2009 | El solista                  | Jose Wright     |                                  |
| 2010 | Niñera McPhee y el Big Bang | Susana Blanca   |                                  |
| 2010 | Otro año                    | Mike Leigh      |                                  |
| 2011 | Tinker Sastre Soldado Espía | Tomás Alfredson |                                  |
| 2012 | un salto corriendo          | Mike Leigh      | Cortometraje                     |
| 2012 | ana karenina                | Jose Wright     |                                  |
| 2013 | El doble                    | Ricardo Ayoade  |                                  |
| 2014 | Sr. Turner                  | Mike Leigh      |                                  |
| 2015 | Cacerola                    | Jose Wright     |                                  |
| 2015 | Macbeth                     | Justin kurzel   |                                  |
| 2017 | La bella y la Bestia        | Bill Condón     |                                  |
| 2017 | Hora más oscura             | Jose Wright     |                                  |
| 2018 | María Magdalena             | Garth Davis     |                                  |
| 2018 | peterloo                    | Mike Leigh      |                                  |
| 2019 | 1917                        | Sam Mendes      | con david crossman               |
| 2019 | Pequeña mujer               | Greta Gerwig    |                                  |
| 2021 | cirano                      | Jose Wright     |                                  |
| 2021 | spencer                     | Pablo Larrain   |                                  |
| 2022 | el batman                   | Mateo Reeves    | con David Crossman y Glyn Dillon |
| 2022 | Aleluya                     | Ricardo Eyre    |                                  |
| 2023 | Barbie                      | Greta Gerwig    | Post-producción                  |

## Filmografía
| Año  | Título            | notas                                            |
| ---- | ----------------- | ------------------------------------------------ |
| 2016 | Espejo negro      | 1 episodio - "Caída en picado"                   |
| 2020 | Cabezas parlantes | 1 episodio - "Una mujer ordinaria"               |
| 2020 | Hacha pequeña     | 2 episodios - " Lovers Rock " y " Alex Wheatle " |

## Créditos de etapa seleccionados
- Medea (diciembre de 2002 - febrero de 2003) Teatro Brooks Atkinson en la ciudad de Nueva York por la directora Deborah Warner.

## Premios y distinciones
Premios Óscar
| Año  | Categoría                     | Película             | Resultado |
| ---- | ----------------------------- | -------------------- | --------- |
| 2006 | Mejor diseño de vestuario     | Orgullo y prejuicio  | Nominada  |
| 2008 | Mejor diseño de vestuario     | Atonement            | Nominada  |
| 2013 | Mejor maquillaje y peluquería | Ana Karenina         | Ganadora  |
| 2015 | Mejor maquillaje y peluquería | Mr. Turner           | Nominada  |
| 2018 | Mejor diseño de vestuario     | Darkest Hour         | Nominada  |
| 2018 | Mejor diseño de vestuario     | La bella y la bestia | Nominada  |

| Año                                           | Película                    | Categoría                                                  | Premio                                                                            | Resultado |
| 2004                                          | Vera Drake                  | 58.os Premios BAFTA                                        | Mejor diseño de vestuario                                                         | Ganadora  |
| 2005                                          | Orgullo y prejuicio         |                                                            |                                                                                   |           |
| 2005                                          | Orgullo y prejuicio         | 59ª Premios BAFTA                                          | Mejor diseño de vestuario                                                         | Nominada  |
| 2005                                          | Orgullo y prejuicio         | XI Premios Satellite                                       | Excelente diseño de vestuario                                                     | Ganadora  |
| 2007                                          | Expiación                   | 61.os Premios BAFTA                                        | Mejor diseño de vestuario                                                         | Nominada  |
| 2007                                          | Expiación                   | X Premios del sindicato de diseñadores de vestuario        | Excelencia en cine de época                                                       | Nominada  |
| 2007                                          | Expiación                   | Premios Evening Standard del Cine Británico 2008           | Mejor Logro Técnico (Nominación compartida con Seamus McGarvey y Sarah Greenwood) | Ganadora  |
| 2007                                          | Expiación                   | XII Premios Satellite                                      | Mejor diseño de vestuario                                                         | Nominada  |
| 2011                                          | Tinker Tailor Soldado Espía | 65.os Premios BAFTA                                        | Mejor diseño de vestuario                                                         | Nominada  |
| 2012                                          | Ana Karenina                | 66ª Premios BAFTA                                          | Mejor diseño de vestuario                                                         | Ganadora  |
| 2012                                          | Ana Karenina                | Premios de la Crítica Cinematográfica de 2012              | Mejor diseño de vestuario                                                         | Ganadora  |
| 2012                                          | Ana Karenina                | 15.ª Premios del Gremio de Diseñadores de vestuario        | Excelencia en Cine de Época                                                       | Ganadora  |
| 2012                                          | Ana Karenina                | Premios Evening Standard del Cine Británico 2013           | Mejor Logro Técnico (Nominación compartida con Seamus McGarvey ySarah Greenwood)  | Ganadora  |
| 2012                                          | Ana Karenina                | 33ª Premios del Círculo de Críticos de Cine de Londres     | Premio al Logro Técnico                                                           | Nominada  |
| 2012                                          | Ana Karenina                | 17.ª Premios Satellite                                     | Mejor diseño de vestuario                                                         | Nominada  |
| 2012                                          | Ana Karenina                | 39.ª Premios Saturno                                       | Mejor diseño de vestuario                                                         | Nominada  |
| 2014                                          | Mr. Turner                  |                                                            |                                                                                   |           |
| 2014                                          | Mr. Turner                  | 68.os Premios BAFTA                                        | Mejor diseño de vestuario                                                         | Nominada  |
| Premios de la Crítica Cinematográfica de 2014 | Mejor diseño de vestuario   | Nominada                                                   |                                                                                   |           |
| 2015                                          | Macbeth                     | 20.ª Premios Satellite                                     | Mejor diseño de vestuario                                                         | Nominada  |
| 2017                                          | La Bella y la Bestia        | 90.os Premios Oscar                                        | Mejor diseño de vestuario                                                         | Nominada  |
| 2017                                          | La Bella y la Bestia        | 71.os Premios BAFTA                                        | Mejor diseño de vestuario                                                         | Nominada  |
| 2017                                          | La Bella y la Bestia        | Premios de la Crítica Cinematográfica de 2017              | Mejor diseño de vestuario                                                         | Nominada  |
| 2017                                          | La Bella y la Bestia        | XX Premios del Sindicato de Diseñadores de Vestuario       | Excelencia en Cine Fantástico                                                     | Nominada  |
| 2017                                          | La Bella y la Bestia        | Premios de la Asociación de Críticos de Hollywood 2017     | Mejor diseño de vestuario                                                         | Ganadora  |
| 2017                                          | La Bella y la Bestia        | XXII Premios Satellite                                     | Mejor diseño de vestuario                                                         | Nominada  |
| 2017                                          | La Bella y la Bestia        | 44.ª Premios Saturno                                       | Mejor diseño de vestuario                                                         | Ganadora  |
| 2017                                          | Hora más oscura             | 90.os Premios Oscar                                        | Mejor diseño de vestuario                                                         | Nominada  |
| 2017                                          | Hora más oscura             | 71.os Premios BAFTA                                        | Mejor diseño de vestuario                                                         | Nominada  |
| 2017                                          | Hora más oscura             | Premio de la Asociación de Críticos de Hollywood 2017      | Mejor diseño de vestuario                                                         | Ganadora  |
| 2018                                          | María Magdalena             | VIII Premios AACTA                                         | Mejor diseño de vestuario                                                         | Nominada  |
| 2019                                          | Mujercitas                  | 92.ª edición de los Premios Óscar                          | Mejor diseño de vestuario                                                         | Ganadora  |
| 2019                                          | Mujercitas                  | 73.os Premios BAFTA                                        | Mejor diseño de vestuario                                                         | Ganadora  |
| 2019                                          | Mujercitas                  | Premios de la Crítica Cinematográfica de 2019              | Mejor diseño de vestuario                                                         | Nominada  |
| 2019                                          | Mujercitas                  | Premios de la Asociación de Críticos de Hollywood 2019     | Mejor diseño de vestuario                                                         | Nominada  |
| 2019                                          | Mujercitas                  | 40.os Premios del Círculo de Críticos de Londres           | Premio Logro Técnico                                                              | Nominada  |
| 2020                                          | Hacha pequeña               | 22ª Premios Anuales de la Academia Británica de Televisión | Mejor diseño de vestuario                                                         | Ganadora  |
| 2021                                          | Cirano                      | 94.os Premios Oscar                                        | Mejor diseño de vestuario (Nominación compartida con Massimo Cantini Parrini)     | Nominada  |
| 2021                                          | Cirano                      | 24.os Premios del Sindicato de Diseñadores de Vestuario    | Excelencia en cine de época (Nominación compartida con Massimo Cantini Parrini)   | Nominada  |
| 2021                                          | Spencer                     | XXVI Premios Satellite                                     | Mejor diseño de vestuario                                                         | Nominada  |
| 2021                                          | Spencer                     | Premios de la Asociación de Críticos de Hollywood 2022     | Mejor diseño de vestuario                                                         | Nominada  |